# Herbert Gilbert
Herbert Edward Over Gilbert (1878 – 1962) foi um proprietário e gestor inglês da Fábrica de Loiça de Sacavém.
Herbert Gilbert nasceu em Rugby (terra onde foi inventado o famoso jogo) e após o período escolar foi estagiar em Reims, França, numa empresa de champagne, tendo depois ido trabalhar para a Blandy Brothers, no Funchal, em 1896.
Herbert Gilbert casou, no Funchal, em 1901, com Laura Teixeira de Moura, tendo vindo em 1907 para Lisboa, a convite de James Gilman para trabalhar na Fábrica de Loiça de Sacavém. Após a morte de James Gilman, em 1921, trabalhou com o filho deste, Raul Gilman, e após a morte de Raul comprou à sua viúva as acções da Fábrica que lhe deram uma posição accionista maioritária de 51%, pertencendo os restantes 49% à Família Howorth que se havia retirado para Inglaterra, em 1909.
Herbert Gilbert consolidou o trabalho iniciado pelos seus antecessores na Fábrica e apesar dos anos difíceis da Grande Depressão conseguiu ampliar a Fábrica tanto em área como em produção.
Devido às dificuldades sentidas pelos trabalhadores, Herbert Gilbert lançou projectos inovadores em Portugal na área social na época, como o caso de uma cantina com refeições subsidiadas e férias pagas, bem como campos de férias, campos de jogos, assistência médica e fornecimento de medicamentos, creches para os filhos dos trabalhadores e complementos de reforma.
Herbert Gilbert faleceu em 1962 após mais de cinquenta anos à frente da Fábrica de Loiça de Sacavém.